# Grupo 7
Grupo 7 s una pel·lícula espanyola de 2012 de gènere policíac, dirigida per Alberto Rodríguez.

## Sinopsi
El Grup 7 és una unitat policial que té com a objectiu netejar de droga els carrers del centre de Sevilla en els anys previs a la inauguració de l'Expo 92. Els seus mètodes inclouen des del poc ètic fins a l'obertament il·legal.
El Grup 7 el componen: Ángel (Mario Casas), un aspirant a inspector; Rafael (Antonio de la Torre), de mitjans expeditius; Mateo (Joaquín Núñez), veterà i sorneguer, i Miguel (José Manuel Poga). Ángel és l'únic que, per la seva joventut, s'ha educat ja en democràcia. Els altres tres van començar la seva carrera policial sota l'antiga dictadura franquista.
Entre Ángel i Rafael sorgirà una estranya comprensió i acabaran semblant-se l'u a l'altre més del que haguessin imaginat mai. Ángel transita, cada vegada amb més soltesa, pel camí de l'ambició i dels excessos policials, mentre que alguna cosa a l'interior de Rafael es transforma gràcies a l'amor inesperat de la bella i enigmàtica Lucía.
El joc de traïcions, lleialtats i sentiments es complicarà a mesura que el Grup 7 acumula èxits i condecoracions.

## Relació amb fets reals
El guionista de la pel·lícula, Rafael Cobos, afirma que no està "basada en fets reals, encara que beu de l'entorn que ens envolta." Es va inspirar en el sumari judicial d'un cas de corrupció en la Policia Nacional de Sevilla.
El personatge de Marisa Morales, periodista de Diario del Sur que denuncia els excessos del Grup 7, està inspirat en la periodista real Rosa María López, de Diario 16 d'Andalusia. Segons ella, els fets narrats en la pel·lícula corresponen més aviat al Grup 10 de la Brigada de Seguretat Ciutadana i no tant al Grup 7 i la prostituta anomenada "la Caoba" en la pel·lícula evoca a "la Chari" real, el germà de la qual va ser assassinat. L'assetjament sofert per López va ser, segons les seves declaracions, més greu del mostrat en la pel·lícula.
Els dos personatges principals estan inspirats en policies reals membres del Grup 10: Ángel (Mario Casas) correspon a Domingo Delgado mentre que Rafael (Antonio de la Torre) reflecteix el cap del grup, José Robles. Tots dos van ser investigats pels seus mètodes, van ingressar a la presó i finalment van ser absolts.

## Repartiment
- Antonio de la Torre - Rafael Cantera Luján.
- Mario Casas - Ángel Lares Pacheco.
- Joaquín Núñez - Mateo Prado Jiménez.
- José Manuel Poga - Miguel Ruiz Lozano.
- Julián Villagrán - Joaquín.
- Inma Cuesta - Elena.
- Lucía Guerrero - Lucía.
- Estefanía de los Santos - La Caoba.
- Pedro Cervantes - Eulogio.
- Alfonso Sánchez - Amador.
- Carlos Olalla - Don Julián.

## Palmarès cinematogràfic
XXVII Premis Goya
| Categoria                        | Persona                                                       | Resultat  |
| -------------------------------- | ------------------------------------------------------------- | --------- |
| Millor pel·lícula                | Millor pel·lícula                                             | Nominada  |
| Millor director                  | Alberto Rodríguez                                             | Nominat   |
| Millor actor protagonista        | Antonio de la Torre                                           | Nominat   |
| Millor actor de repartiment      | Julián Villagrán                                              | Guanyador |
| Millor actriu revelació          | Estefanía de los Santos                                       | Nominada  |
| Millor actor revelació           | Joaquín Núñez                                                 | Guanyador |
| Millor guió original             | Alberto Rodríguez Rafael Cobos López                          | Nominats  |
| Millor música original           | Julio de la Rosa                                              | Nominat   |
| Millor fotografia                | Álex Catalán                                                  | Nominat   |
| Millor muntatge                  | José M. G. Moyano                                             | Nominat   |
| Millor direcció artística        | Pepe Domínguez del Olmo                                       | Nominat   |
| Millor direcció de producció     | Manuela Ocón                                                  | Nominada  |
| Millor disseny de vestuari       | Fernando García                                               | Nominat   |
| Millor maquillatge i perruqueria | Yolanda Piña                                                  | Nominada  |
| Millor so                        | Daniel de Zayas Ramírez Nacho Royo-Villanova Pelayo Gutiérrez | Nominats  |
| Millors efectes especials        | Juan Ventura                                                  | Nominat   |

Medalles del Cercle d'Escriptors Cinematogràfics
| Categoria               | Persona                              | Resultat  |
| ----------------------- | ------------------------------------ | --------- |
| Millor pel·lícula       | Millor pel·lícula                    | Nominada  |
| Millor director         | Alberto Rodríguez                    | Nominat   |
| Millor actor            | Antonio de la Torre                  | Guanyador |
| Millor actor secundari  | Julián Villagrán                     | Guanyador |
| Millor actriu revelació | Estefanía de los Santos              | Nominada  |
| Millor actor revelació  | Joaquín Núñez                        | Guanyador |
| Millor guió original    | Alberto Rodríguez Rafael Cobos López | Nominats  |
| Millor música           | Julio de la Rosa                     | Nominat   |
| Millor fotografia       | Álex Catalán                         | Nominat   |
| Millor muntatge         | José M. G. Moyano                    | Nominat   |

Fotogramas de Plata 2012.
| Categoria    | Persona             | Resultat  |
| ------------ | ------------------- | --------- |
| Millor actor | Mario Casas         | Guanyador |
| Millor actor | Antonio de la Torre | Nominat   |